# Font dels Llaminers
La font dels Llaminers  és una font del municipi de Rellinars a la Serra de l'Obac

## Descripció
La font dels Llaminers és una surgència amb dos brolladors que només raja en episodis molt humits. El brollador de l'esquerra és un petit frontal arrebossat adossat al marge amb un curt broc de ferro envoltat de formació tosca. Al seu damunt hi ha una pedra rogenca amb el nom de la font pintat en lletres negres. Un parell de metres a la dreta hi ha un segon brollador. aquest és un tub de ferro encastat a la roca del marge.

## Situació
Està situada a la Riera de Rellinars al Vallès Occidental. Esta situat a 400 metres sobre el nivell del mar. Per accedir-hi cal agafar el Camí de Les Boades, i un cop passada la Font de Carlets, uns dos-cents metres més amunt, a mà dreta, el bosc desapareix i dona pas a unes parets de conglomerats. La font es troba a mà dreta, per sota del marge, on hi creixen unes alzines, bardissa i arítjol.
Aquesta  font és troba dins del límit del Parc Natural de Sant Llorenç del Munt i l'Obac, creat el 1972. Des del 2000 també forma part de l'Inventari d'espais d'interès geològic de Catalunya (IEIGC) inventariat com espai d'interès geològic en el conjunt de la geozona Sant Llorenç del Munt i l'Obac, la qual forma part del parc natural majoritàriament.

## Història
Estigué desapareguda durant molts anys, fins que es localitzà i fou reconstruïda l'any 1993. La riuada del mes d'octubre de l'any següent l'arrasà, i fou de nou senyalitzada l'any 1995.  El nom de la font ens remet als anys trenta, quan un grup de caçadors de Terrassa es reunia per menjar prop d'un broll d'aigua i tenien per costum acabar l'àpat amb pastissos i llaminadures.